# Gueule d'ange (film, 1955)
Pour les articles homonymes, voir Gueule d'ange.
Pour plus de détails, voir Fiche technique et Distribution.
Gueule d'ange est un film français réalisé par Marcel Blistène, sorti en 1955.

## Synopsis
Gueule d'ange est un gigolo, seul l'argent l'intéresse et il fuit toute responsabilité, ainsi quand Marie, sa petite amie lui annonce qu'elle est enceinte, il devient si odieux qu'il se fait jeter et ne réagit pas quand la jeune fille se retrouve à l'hôpital après s'être jeté sous les roues d'une voiture. Entendant parler d'un homme qui s'est fait humilier par sa maîtresse, il cherche à rencontrer cette femme. C'est Loïna, directrice d'un magasin d'antiquité de luxe mais qui fait aussi en parallèle du trafic de faux tableaux. Les deux personnages se toisent mais finissent par sympathiser et comprendre ce que chacun peut apporter à l'autre. Gueule d'ange utilise son charme pour appâter de riches bourgeoises et leur vendre de faux tableaux, cela jusqu'au jour où il tombe sur une experte en art qui le démasque. Délaissant les tableaux il s'essaie aux faux bijoux mais se fait à nouveau démasquer par une riche comtesse.
Cependant Loïna reçoit la visite d'une de ses anciennes complices qui sort de prison et qui veut la faire chanter. Loïna cherche une issue et demande à Gueule d'ange de lui rapporter une grosse somme d'argent. Il se trouve justement qu'on vient de lui proposer de participer à un casse. A la veille de commettre "le coup", assailli de questions par son demi-frère, il finit par se confier à ce dernier qui fera échouer l'opération.
Loïna vient narguer Gueule d'ange mais ne le trouve pas, et c'est à son demi-frère qu'elle indique qu'elle savait que Gueule d'ange échouerait et qu'elle s'en va prendre un avion. Gueule d'ange apprenant peu après sa visite se saisit d'un revolver, prend sa moto et la rejoint à Orly sur le tarmac. Il met sa main à la poche où il a le revolver mais se contente de la gifler, il erre ensuite sur le tarmac, sort de nouveau son revolver et le jette au loin puis se met et à déambuler. Cela sous les yeux de Marie devenue hôtesse de l'air après s'être remis de ses blessures, qui ne fait rien pour croiser son regard. Gueule d'ange aura décidément tout raté.

## Fiche technique
- Titre : Gueule d'ange
- Réalisation : Marcel Blistène, assisté de Jacques Poitrenaud et Maurice Cartier
- Scénario : d'après la pièce de Roger Normand, inspiré de la chanson Gueule d'ange de Roger Normand et Charles Dumont (éditions : Salabert)
- Adaptation, découpage et dialogue : Marcel Blistène
- Photographie : Jean Isnard
- Opérateur : Jacques Klein
- Musique : Jean Marion
  - La chanson Embrassez-vous de René Denoncin (éditions Paul Beuscher) est accompagnée par André Verchuren
- Décors : Alfred Marpaux, assisté de Robert Guisgand
- Décors "Suisses" : Italo Ferrari
- Montage : Jacques Mavel, assisté de Janine Verneau
- Maquillage : Louis Bonnemaison
- Son : Norbert Gernolle, assisté de André Soler et Urbain Loiseau
- Robes de Maggy Rouff
- Porcelaine et cristaux de Limoges : UNIC
- Photographe de plateau : Roger Forster
- Système sonore : Omnium Sonore
- Tirage dans les laboratoires Lianofilm
- Caméras de location Chevereau
- Tournage dans les studios Photosonor (Les scènes d'aviation ont été tournées à l'aéroport d'Orly)
- Chef de production : Bernard Roland
- Directeur de production : Georges Sénamaud
- Producteur délégué : Albert Mazaleyrat et Georges Sénamaud
- Production : Les Films Lutécia
- Distribution : Sofradis
- Pays :  France
- Format : 1,37:1 - Pellicule 35 mm - Noir et blanc
- Genre : Drame
- Durée : 100 min
- Première présentation le 02/09/1955

## Distribution
- Maurice Ronet : Philippe Leroux dit "Gueule d'ange"
- Viviane Romance : Lucienne Gauthier dite "Loïna", décoratrice
- Geneviève Kervine : Marie Martinat, l'amoureuse de Gueule d'ange, accidentée
- Dora Doll : Josepha Marewsko, une amie de Loïna
- Simone Paris : la comtesse de Foucray, une conquête de Gueule d'ange
- René Havard : "Caniche", le demi-frère de Gueule d'ange
- France Roche : Isabelle, une conquête de Gueule d'ange
- Élisa Lamotte : Dominique Lesurd, la provinciale experte en tableaux
- Rosy Varte : Mathilde, une ancienne amie de Loïna, sortant de prison
- Danik Patisson : Marie, la jeune fleuriste, qui se fiance à "Caniche"
- Paul Demange : Stanislas, le faussaire en tableaux
- Roger Normand : Marc, un jeune voyou
- Yoko Tani : "Fleur de Bambou", la jeune asiatique au bistrot Flampin
- Jacques Morlaine : le tailleur
- Jean-Jacques Lecot : le chef de la bande
- Henri San-Juan : un autre jeune voyou
- Catherine Michard : "Lolotte" Flampin, la bistrote et chanteuse
- Robert Seller : Robert Vernier un "ami" de Loïna
- Jacques Herrieu : Jacques Marsillac, l'homme plaqué par Loïna
- Gérard Rollan : le masseur de la salle de sports
- Colette Mareuil : Margaret Vaughan" l'américaine
- André Numès Fils : l'huissier chez Loïna
- Bernard Musson : l'assistant de l'huissier
- Louis Viret : Flampin, le bistrot
- André Verchuren : l'accordéoniste
- Henri Guégan : un athlète à la salle de sports
- Lucien Desagneaux : le passager de l'avion qui se trouve derrière Loïna
- Sylvain Lévignac (Sylvain dans le générique) : Robert, un copain de "caniche"
- Suzy Willy : la dame des lavabos du restaurant
- Rita Cadillac
- Jacques Bézard